# Гажева Степанида Дмитрівна
Степанида Дмитрівна Гажева (нар. 1905, село Вайсал, тепер Василівка Болградського району Одеської області — ?) — радянська діячка, селянка-наймичка, голова сільської ради села Вайсал Болградського району Ізмаїльської області. Депутат Верховної Ради СРСР 1-го скликання від Ізмаїльської області (з 1941 року).

## Біографія
Народилася в бідній болгарській селянській родині Дмитрія Валентірова. З одинадцятирічного віку наймитувала у заможних селян Іллі Михайлова, Антона Кунєва та інших.
Одружилася з наймитом Дмитрієм Гажевим, разом із чоловіком наймитувала у Болграді та у Вайсалі, працювала на будівництві шосейної дороги у Болграді. До окупації Червоною армією Бессарабії влітку 1940 року була на заробітках у місті Ізмаїлі: прала білизну, няньчила дітей, мазала глиною будинки.
З 1940 по 1941 рік — голова сільської ради села Вайсал Болградського району Ізмаїльської області. 